# Seznam mest v Arkansasu
Seznam mest v Arkansasu.

## A
- Alicia
- Alma
- Amagon
- Arkadelphia
- Ashdown
- Ash Flat
- Augusta

## B
- Bald Knob
- Barling
- Batesville
- Beebe
- Benton
- Bentonville
- Berryville
- Bismarck
- Black Oak
- Black Rock
- Blytheville
- Bono
- Booneville
- Brinkley
- Brookland
- Bryant
- Bull Shoals

## C
- Cabot
- Calico Rock
- Camden
- Carlisle
- Charleston
- Cherokee Village
- Clarendon
- Clarksville
- Clinton
- Conway
- Corning
- Cotter
- Crossett

## D
- Dardanelle
- De Queen
- Des Arc
- Diamond City
- Diaz
- Dover
- Dumas

## E
- Elaine
- El Dorado
- Eudora
- Eureka Springs
- Evening Shade

## F
- Fayetteville
- Fisher
- Flippin
- Fordyce
- Forrest City
- Fort Smith
- Fountain Lake

## G
- Garfield
- Gassville
- Gateway
- Gentry
- Gillett
- Glenwood
- Greenbrier
- Greenwood
- Green Forest
- Greers Ferry

## H
- Hackett
- Hamburg
- Hampton
- Hardy
- Hartford
- Harrisburg
- Harrison
- Heber Springs
- Helena
- Henderson
- Higginson
- Hope
- Horseshoe Bend
- Hot Springs
- Hoxie
- Huntsville

## I
- Imboden

## J
- Jacksonville
- Jasper
- Johnson
- Jonesboro

## L
- Lake Village
- Lakeview
- Lavaca
- Leachville
- Lead Hill
- Lincoln
- Little Rock
- Lonoke
- Lowell

## M
- Magazine
- Magnolia
- Malvern
- Mammoth Spring
- Mansfield
- Marianna
- Marion
- Marked Tree
- Marshall
- Maumelle
- McGehee
- Melbourne
- Mena
- Monticello
- Morrilton
- Modoc
- Mountain Home
- Mountain View
- Mountainburg
- Mount Ida
- Mulberry
- Murfreesboro

## N
- North Little Rock
- Nashville
- Newport
- Norfork

## O
- Ola
- Omaha
- Osceola
- Ozark

## P
- Paragould
- Paris
- Pea Ridge
- Perryville
- Piggott
- Pine Bluff
- Pocahontas
- Poyen
- Prairie Grove
- Prescott
- Pyatt

## R
- Ravenden
- Rector
- Rogers
- Russellville

## S
- Salem
- Scranton
- Searcy
- Sherwood
- Sheridan
- Siloam Springs
- Springdale
- St. Joe
- Star City
- Stuttgart
- Subiaco
- Sulphur Springs

## T
- Texarkana
- Trumann
- Tuckerman

## V
- Van Buren
- Vilonia

## W
- Waldenburg
- Waldron
- Walnut Ridge
- Warren
- Weiner
- West Fork
- West Helena
- West Memphis
- Wilton
- Winslow
- Wynne

## Y
- Yellville